# IC 5055
IC 5055 هو اصطدام مجري، يقع في كوكبة الطاووس، وهو يبعد بنحو 433 مليون سنة ضوئية من مجرة درب التبانة ويبلغ نصف قطره حوالي 95000 سنة ضوئية.

## روابط خارجية
- IC 5055 على موقع ويكي سكاي: DSS2, SDSS, GALEX, IRAS, Hydrogen α, X-Ray, Astrophoto, Sky Map, Articles and images